# Garratt
Garratt és una locomotora de vapor articulada típica de l'escola anglesa. Sobre un xassís recolzat a les extremitats per dos carros es troba la caldera i la cabina. Damunt dels carros que tenen les rodes motrius troben les reserves de carbó i d'aigua. La locomotora articulada Garratt fou dissenyada per Herbert William Garratt.

## Desenvolupament de locomotores

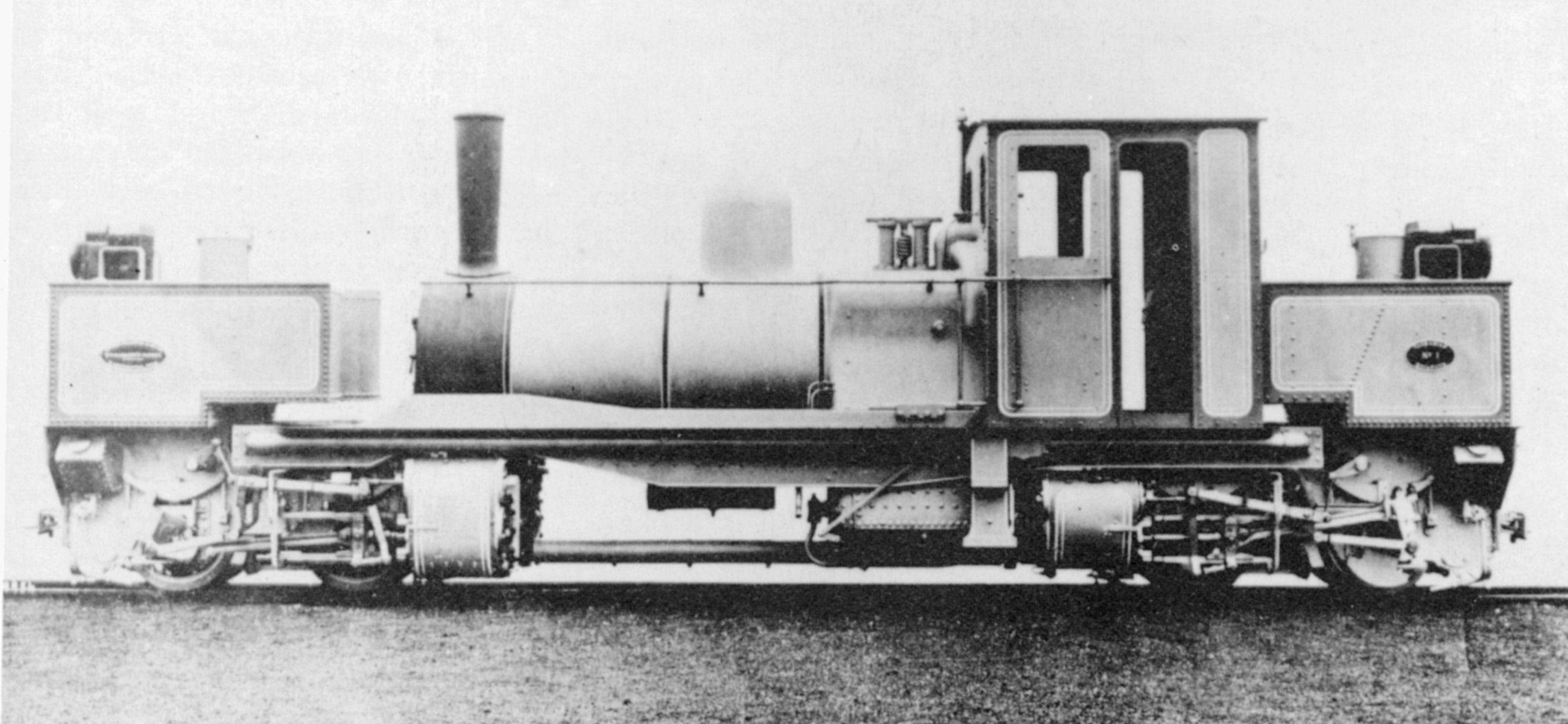
Fotografia de la K1, la primera locomotora del tipus Garratt

La locomotora articulada Garratt va ser desenvolupada per Herbert William Garratt, un enginyer britànic de locomotora que, després d'una carrera amb ferrocarrils colonials britànics, va ser enginyer inspector de New South Wales Railways a Londres. Garratt es va apropar per primera vegada a Kitson & Co, però la seva idea va ser rebutjada, potser perquè aquesta empresa ja estava compromesa amb el Kitson-Meyer. A continuació, es va acostar a Beyer, Peacock and Company, que només estaven marginalment més interessats.

### Els primers Garratts
El 1907, Beyer, Peacock & Co. va presentar una proposta per a un calibre de 610 mm (2 peus) a un Garratt 0-4-0+0-4-0 als Ferrocarrils del Govern de Nova Gal·les del Sud, que no es va procedir. L'any següent es va presentar un disseny per a una locomotora Mallet de 2 peus, en resposta a una consulta del Govern de Tasmània. Això va ser seguit amb una presentació per a un Garratt basada en, però una mica més pesada, que la proposta de Nova Gal·les del Sud. Aquesta proposta va ser acceptada i es van construir dues locomotores el 1909, que es van convertir en la classe K. La classe K ha hagut de fer front a les corbes de les ràdi de 99' i 1 a 25 gradients.
A diferència de la patent de Garratt, els Ferrocarrils de Tasmània va insistir en una disposició composta amb cilindres orientats cap a l'interior per tal de reduir les distàncies entre la canonada principal de vapor i els cilindres d'alta pressió, i entre els cilindres d'alta pressió i baixa pressió. Això va fer que la locomotora es complicés innecessàriament i col·locava els cilindres d'alta pressió directament per sota de la cabina, fent-la incòmoda, especialment a l'estiu. El patró no es va repetir en els dissenys posteriors de Garratt. Només una locomotora Garratt més, construïda de nou per Beyer, Peacock & Co. el 1927, es va produir amb propulsió composta per als ferrocarrils de Birmània.
Les primeres dificultats de disseny i construcció van suposar les connexions flexibles de vapor entre la unitat de la caldera i les unitats de potència. Beyer, els dissenyadors de Peacock, van resoldre'ls després d'estudiar la descripció de les unions de vapor esfèriques utilitzades en una locomotora Fairlie construïda per al Ferrocarril Ffestiniog seguit per una visita al FR per observar aquestes locomotores en el treball.

### Ferrocarril Darjeeling de l'Himàlaia
El tercer Garratt (un altre 0-4-0 + 0-4-0, igual que els dos primers) va ser construït el 1910 per al Ferrocarril Darjeeling de l'Himàlaia, i donant la lletra de classe "D". Igual que amb moltes de les primeres classes de Garratt, les dimensions i la potència d'aquest motor van ser dissenyades per ser aproximadament equivalents a les de dos motors existents de 0-4-0T de la línia, encara que a la pràctica només va aconseguir un augment del 65% en la càrrega.

### Primera classe principal
El 1911, Beyer, Peacock and Company va construir sis Garrats 2-6-0+0-6-2 per als Ferrocarrils del Govern de l'Austràlia Occidental. La classe M va ser seguida per la classe MS i Msa. També van formar el ferrocarril victorià de via estreta de classe G i per al ciment portlandès australià.

### Garratts finals construïts
Beyer-Peacock va construir més de mil Garratts, o Beyer-Garratts. Els dissenys finals de Garratts a Beyer-Peacock eren vuit locomotores de vuit carrers sud-africans de classe NG G16 de 610 mm de longitud, construïts entre el 1967 i el 1968. La comanda es va fer amb Beyer, Peacock and Co., però com que l'empresa estava en procés de tancament, va subcontractar la comanda a Hunslet Engine Company. La filial sud-africana de Hunslet, Hunslet-Taylor, a Germiston, va construir aquestes locomotores amb calderes fabricades per la seva empresa mare.
El ferrocarril de la fi del món de calibre 500 mm (19 3⁄4") a l'Argentina va adquirir un nou Garratt 0-4-00-4-0 el 1994. A partir del treball de Livio Dante Porta, incloïa un tub de secció més gran, aïllament de la caldera i un frontal millorat. Això va millorar enormement l'economia d'aquesta moderna màquina de vapor i va augmentar més del doble de la longitud del tren. En conseqüència, es va construir un segon Garratt per a aquest ferrocarril amb especificacions similars, però amb el sobreescalfament afegit als tallers de Girdlestone Rail a Port Shepstone, Sud-àfrica. Va ser enviat a l'Argentina el 2006 i va entrar en servei a l'octubre del mateix any.

### Llista de producció
| Tipus       | Amplada     | Ferrocarril                                    | Classe          | Unitats | Any     | Constructor                      |
| ----------- | ----------- | ---------------------------------------------- | --------------- | ------- | ------- | -------------------------------- |
| 0-4-0+0-4-0 | 500 mm      | Southern Fuegian Railway, Argentina            | Ing.L.D.Porta   | 1       | 1994    | Argentina                        |
| 0-4-0+0-4-0 | 500 mm      | Southern Fuegian Railway, Argentina            | Ing.H.R.Zubieta | 1       | 2006    | Girdlestone Rail, South Africa   |
| 0-4-0+0-4-0 | 600 mm      | C.F.Vicinaux du Mayumbe, Zaire                 | E               | 1       | 1927    | St. Leonard, Belgium             |
| 0-4-0+0-4-0 | 600 mm      | C.F.Vicinaux du Mayumbe, Zaire                 | A               | 2       | 1911    | St. Leonard, Belgium             |
| 0-4-0+0-4-0 | 600 mm      | C.F.Vicinaux du Mayumbe, Zaire                 | A               | 2       | 1911    | St. Leonard, Belgium             |
| 0-4-0+0-4-0 | 600 mm      | C.F.Vicinaux du Mayumbe, Zaire                 | B               | 2       | 1919    | St. Leonard, Belgium             |
| 0-4-0+0-4-0 | 600 mm      | C.F.Vicinaux du Mayumbe, Zaire                 | B               | 4       | 1921    | St. Leonard, Belgium             |
| 0-4-0+0-4-0 | 600 mm      | C.F.Vicinaux du Mayumbe, Zaire                 |                 | 5       | 1924    | St. Leonard, Belgium             |
| 0-4-0+0-4-0 | 600 mm      | C.F.Vicinaux du Mayumbe, Zaire                 | C               | 4       | 1926    | St. Leonard, Belgium             |
| 0-4-0+0-4-0 | 2 ft        | Darjeeling Himalayan, Índia                    | D               | 1       | 1910    | Beyer, Peacock                   |
| 0-4-0+0-4-0 | 2 ft        | Tasmanian Government Railways                  | K               | 2       | 1909    | Beyer, Peacock                   |
| 0-4-0+0-4-0 | 750 mm      | Mines du Zaccar, Algèria                       |                 | 1       | 1936    | Du Haine Saint-Pierre            |
| 0-4-0+0-4-0 | 750 mm      | Mines du Zaccar, Algèria                       |                 | 1       | 1937    | Du Haine Saint-Pierre            |
| 0-4-0+0-4-0 | 750 mm      | Mines du Zaccar, Algèria                       |                 | 1       | 1912    | St. Leonard, Belgium             |
| 0-4-0+0-4-0 | 1000 mm     | Porto Feliz Sugar Co., Brasil                  |                 | 1       | 1927    | St. Leonard, Belgium             |
| 0-4-0+0-4-0 | 1000 mm     | Piracicaba Sugar Co., Brasil                   |                 | 1       | 1927    | St. Leonard, Belgium             |
| 0-4-0+0-4-0 | 4 ft 8.5 in | Vivian & Sons (British Copper/ICI)             |                 | 1       | 1924    | Beyer, Peacock                   |
| 0-4-0+0-4-0 | 4 ft 8.5 in | Sneyd Colliery, Burslem                        |                 | 1       | 1931    | Beyer, Peacock                   |
| 0-4-0+0-4-0 | 4 ft 8.5 in | Guest, Keen & Baldwins                         |                 | 1       | 1934    | Beyer, Peacock                   |
| 0-4-0+0-4-0 | 4 ft 8.5 in | Baddesley Colliery, Baddesley Ensor            |                 | 1       | 1937    | Beyer, Peacock                   |
| 0-6-0+0-6-0 | 750 mm      | C.F. du Congo                                  |                 | 1       | 1913    | St. Leonard, Belgium             |
| 0-6-0+0-6-0 | 750 mm      | C.F. du Congo                                  |                 | 12      | 1920-21 | St. Leonard, Belgium             |
| 0-6-0+0-6-0 | 750 mm      | C.F. du Congo                                  |                 | 9       | 1924-25 | St. Leonard, Belgium             |
| 0-6-0+0-6-0 | 750 mm      | C.F. du Congo                                  |                 | 10      | 1925-26 | St. Leonard, Belgium             |
| 0-6-0+0-6-0 | 2 ft 6 in   | Buthidaung-Maungdaw Tramway, Birmània          |                 | 2       | 1913    | Beyer, Peacock                   |
| 0-6-0+0-6-0 | 1000 mm     | SNCV, Belgium                                  | Type 23         | 1       | 1929    | St. Leonard, Belgium             |
| 0-6-0+0-6-0 | 1000 mm     | SNCV, Belgium                                  | Type 23         | 1       | 1930    | St. Leonard, Belgium             |
| 0-6-0+0-6-0 | 4 ft 8.5 in | Limburg Tramway, the Netherlands               |                 | 1       | 1931    | Hanomag & Henschel               |
| 2-4-0+0-4-2 | 2ft 6in     | Ceylon Government Railway                      | H1              | 1       | 1929    | Beyer, Peacock                   |
| 2-4-0+0-4-2 | 1000 mm     | São Paulo Railway Company, Brasil              |                 | 1       | 1919    | São Paulo Railway                |
| 2-4-0+0-4-2 | 5ft 3 in    | São Paulo Railway Company, Brasil              | Q               | 3       | 1915    | Beyer, Peacock                   |
| 2-4-2+2-4-2 | 1000 mm     | Leopoldina Railway, Brasil                     |                 | 4       | 1943    | Beyer, Peacock                   |
| 2-6-0+0-6-2 | 10.25 in    | Wells & Walsingham Light Railway               |                 | 1       | 1986    | Neil Simkins                     |
| 2-6-0+0-6-2 | 10.25 in    | Wells & Walsingham Light Railway               |                 | 1       | 2010    | Wells & Walsingham Light Railway |
| 2-6-0+0-6-2 | 2 ft        | South African Railways                         | NG G11          | 3       | 1919    | Beyer, Peacock                   |
| 2-6-0+0-6-2 | 2 ft        | South African Railways                         | NG G11          | 2       | 1925    | Beyer, Peacock                   |
| 2-6-0+0-6-2 | 2 ft 6 in   | Victorian Railways, Australia                  | G               | 2       | 1926    | Beyer, Peacock                   |
| 2-6-0+0-6-2 | 1000 mm     | São Paulo Railway, Brasil                      | U               | 1       | 1912    | Beyer, Peacock                   |
| 2-6-0+0-6-2 | 1000 mm     | São Paulo Railway, Brasil                      | V               | 1       | 1936    | Beyer, Peacock                   |
| 2-6-0+0-6-2 | 1000 mm     | C.F.Madagascar                                 | B               | 2       | 1926    | St. Leonard, Belgium             |
| 2-6-0+0-6-2 | 3ft 6in     | South African Railways                         | GA              | 1       | 1920    | Beyer, Peacock                   |
| 2-6-0+0-6-2 | 3ft 6in     | Australian Portland Cement                     |                 | 1       | 1936    | Beyer, Peacock                   |
| 2-6-0+0-6-2 | 3ft 6in     | Australian Portland Cement                     |                 | 1       | 1939    | Beyer, Peacock                   |
| 2-6-0+0-6-2 | 3ft 6in     | Western Australian Government Railways         | M               | 6       | 1911    | Beyer, Peacock                   |
| 2-6-0+0-6-2 | 3ft 6in     | Western Australian Government Railways         | Ms              | 7       | 1912    | Beyer, Peacock                   |
| 2-6-0+0-6-2 | 3ft 6in     | Western Australian Government Railways         | Msa             | 10      | 1930    | Midland Railway Workshops        |
| 2-6-0+0-6-2 | 4 ft 8.5 in | Argentine North Eastern Railway (FCNEA)        |                 | 3       | 1925    | Beyer, Peacock                   |
| 2-6-0+0-6-2 | 4 ft 8.5 in | London Midland & Scottish Railway              |                 | 3       | 1927    | Beyer, Peacock                   |
| 2-6-0+0-6-2 | 4 ft 8.5 in | Argentine North Eastern (FCNEA)                |                 | 4       | 1927    | Beyer, Peacock                   |
| 2-6-0+0-6-2 | 4 ft 8.5 in | East African Railways                          |                 | 5       | 1927    | Beyer, Peacock                   |
| 2-6-0+0-6-2 | 4 ft 8.5 in | London Midland & Scottish Railway              |                 | 30      | 1930    | Beyer, Peacock                   |
| 2-6-2+2-6-2 | 2 ft        | South African Railways                         | NG G16          | 8       | 1939    | Beyer, Peacock                   |
| 2-6-2+2-6-2 | 2 ft        | South African Railways                         | NG G16          | 7       | 1951    | Beyer, Peacock                   |
| 2-6-2+2-6-2 | 2 ft        | South African Railways                         | NG G16          | 7       | 1958    | Beyer, Peacock                   |
| 2-6-2+2-6-2 | 2 ft        | South African Railways                         | NG G12          | 2       | 1927    | Franco-Belge, Belgium            |
| 2-6-2+2-6-2 | 2 ft        | South African Railways                         | NG G14          | 1       | 1930    | Hanomag                          |
| 2-6-2+2-6-2 | 2 ft        | South African Railways                         | NG G13          | 3       | 1927    | Hanomag                          |
| 2-6-2+2-6-2 | 2 ft        | South African Railways                         | NG G13          | 2       | 1928    | Hanomag                          |
| 2-6-2+2-6-2 | 2 ft        | South African Railways                         | NG G13          | 7       | 1928    | Hanomag                          |
| 2-6-2+2-6-2 | 2 ft        | South African Railways                         | NG G16          | 8       | 1967-68 | Hunslet-Taylor                   |
| 2-6-2+2-6-2 | 2 ft        | South African Railways                         | NG G16          | 4       | 1936    | John Cockerill                   |
| 2-6-2+2-6-2 | 2 ft 6 in   | Nepal Government Railway                       |                 | 1       | 1932    | Beyer, Peacock                   |
| 2-6-2+2-6-2 | 2 ft 6 in   | Nepal Government Railway                       |                 | 1       | 1947    | Beyer, Peacock                   |
| 2-6-2+2-6-2 | 2 ft 6 in   | Sierra Leone Government Railway                |                 | 3       | 1926    | Beyer, Peacock                   |
| 2-6-2+2-6-2 | 2 ft 6 in   | Sierra Leone Government Railway                |                 | 2       | 1928    | Beyer, Peacock                   |
| 2-6-2+2-6-2 | 2 ft 6 in   | Sierra Leone Government Railway                |                 | 2       | 1929    | Beyer, Peacock                   |
| 2-6-2+2-6-2 | 2 ft 6 in   | Sierra Leone Government Railway                |                 | 4       | 1942    | Beyer, Peacock                   |
| 2-6-2+2-6-2 | 2 ft 6 in   | Sierra Leone Government Railway                |                 | 2       | 1943    | Beyer, Peacock                   |
| 2-6-2+2-6-2 | 1000 mm     | Great Western of Brazil                        |                 | 2       | 1929    | Armstrong Whitworth              |
| 2-6-2+2-6-2 | 1000 mm     | La Robla Railway, Espanya                      |                 | 2       | 1931    | Babcock & Wilcox, Espanya        |
| 2-6-2+2-6-2 | 1000 mm     | Assam Bengal Railway, Índia                    | T               | 5       | 1927    | Beyer, Peacock                   |
| 2-6-2+2-6-2 | 1000 mm     | Transandine Railway, Argentina                 | E12             | 4       | 1930    | Beyer, Peacock                   |
| 2-6-2+2-6-2 | 1000 mm     | Minera de Sierra Minera, Espanya               |                 | 2       | 1930    | Euskalduna, Espanya              |
| 2-6-2+2-6-2 | 1000 mm     | La Robla Railway, Espanya                      |                 | 2       | 1929    | Hanomag                          |
| 2-6-2+2-6-2 | 1000 mm     | C.G. de F. Catalanes, Espanya                  |                 | 4       | 1922    | St. Leonard, Belgium             |
| 2-6-2+2-6-2 | 1000 mm     | C.G. de F. Catalanes, Espanya                  |                 | 4       | 1925    | St. Leonard, Belgium             |
| 2-6-2+2-6-2 | 3 ft 6 in   | South African Railways                         | GB              | 1       | 1921    | Beyer, Peacock                   |
| 2-6-2+2-6-2 | 3 ft 6 in   | Natal Navigation Collieries, South Africa      |                 | 1       | 1925    | Beyer, Peacock                   |
| 2-6-2+2-6-2 | 3 ft 6 in   | South African Railways                         | GG              | 1       | 1925    | Beyer, Peacock                   |
| 2-6-2+2-6-2 | 3 ft 6 in   | Dundee Coal & Coke, South Africa               |                 | 1       | 1927    | Beyer, Peacock                   |
| 2-6-2+2-6-2 | 3 ft 6 in   | Trans Zambezia, Moçambique/Nyasaland           | E               | 1       | 1930    | Beyer, Peacock                   |
| 2-6-2+2-6-2 | 3 ft 6 in   | Consolidated Main Reef Mine, South Africa      |                 | 1       | 1935    | Beyer, Peacock                   |
| 2-6-2+2-6-2 | 3 ft 6 in   | Tasmanian Government Railways                  | L               | 2       | 1912    | Beyer, Peacock                   |
| 2-6-2+2-6-2 | 3 ft 6 in   | New Cape Central Railway, South Africa         | G               | 2       | 1923    | Beyer, Peacock                   |
| 2-6-2+2-6-2 | 3 ft 6 in   | Trans Zambezia, Moçambique/Nyasaland           | E               | 2       | 1924    | Beyer, Peacock                   |
| 2-6-2+2-6-2 | 3 ft 6 in   | South African Railways                         | GB              | 6       | 1924    | Beyer, Peacock                   |
| 2-6-2+2-6-2 | 3 ft 6 in   | South African Railways                         | GC              | 6       | 1924    | Beyer, Peacock                   |
| 2-6-2+2-6-2 | 3 ft 6 in   | South African Railways                         | GD              | 4       | 1925    | Beyer, Peacock                   |
| 2-6-2+2-6-2 | 3 ft 6 in   | Rhodesia Railways                              | 13              | 12      | 1926    | Beyer, Peacock                   |
| 2-6-2+2-6-2 | 3 ft 6 in   | South African Railways                         | GD              | 7       | 1925    | Beyer, Peacock                   |
| 2-6-2+2-6-2 | 3 ft 6 in   | South African Railways                         | GD              | 3       | 1926    | Beyer, Peacock                   |
| 2-6-2+2-6-2 | 3 ft 6 in   | Rhodesia Railways                              | 14              | 6       | 1929    | Beyer, Peacock                   |
| 2-6-2+2-6-2 | 3 ft 6 in   | Guayaquil & Quito Railway, Equador             |                 | 3       | 1929    | Beyer, Peacock                   |
| 2-6-2+2-6-2 | 3 ft 6 in   | Rio Tinto Railway, Espanya                     |                 | 2       | 1928    | Beyer, Peacock                   |
| 2-6-2+2-6-2 | 3 ft 6 in   | Rhodesia Railways                              | 14              | 10      | 1930    | Beyer, Peacock                   |
| 2-6-2+2-6-2 | 3 ft 6 in   | Rhodesia Railways                              | 14A             | 12      | 1952    | Beyer, Peacock                   |
| 2-6-2+2-6-2 | 3 ft 6 in   | Rhodesia Railways                              | 14A             | 6       | 1953    | Beyer, Peacock                   |
| 2-6-2+2-6-2 | 3 ft 6 in   | South African Railways                         | GCA             | 26      | 1928    | Krupp                            |
| 2-6-2+2-6-2 | 3 ft 6 in   | South African Railways                         | GCA             | 13      | 1927    | Krupp                            |
| 2-6-2+2-6-2 | 3 ft 6 in   | South African Railways                         | GDA             | 5       | 1929    | Linke-Hofmann-Busch              |
| 2-6-2+2-6-2 | 5 ft 6 in   | North Western Railway, Índia                   | GAS             | 1       | 1925    | Beyer, Peacock                   |
| 2-6-2+2-6-2 | 5 ft 6 in   | Ceylon Government Railway                      | C1              | 1       | 1927    | Beyer, Peacock                   |
| 2-6-2+2-6-2 | 5 ft 6 in   | São Paulo Railway, Brasil                      | R1              | 6       | 1927    | Beyer, Peacock                   |
| 2-6-2+2-6-2 | 5 ft 6 in   | Ceylon Government Railway                      | C1A             | 8       | 1945    | Beyer, Peacock                   |
| 2-8-0+0-8-2 | 1000 mm     | Burma Railways                                 | GA.I            | 1       | 1924    | Beyer, Peacock                   |
| 2-8-0+0-8-2 | 1000 mm     | Burma Railways                                 | GA.II           | 1       | 1927    | Beyer, Peacock                   |
| 2-8-0+0-8-2 | 1000 mm     | Burma Railways                                 | GA.III          | 3       | 1927    | Beyer, Peacock                   |
| 2-8-0+0-8-2 | 1000 mm     | War Department, Assam Bengal Railway           | Light           | 10      | 1943    | Beyer, Peacock                   |
| 2-8-0+0-8-2 | 1000 mm     | Burma Railways                                 | GA.IV           | 8       | 1929    | Krupp                            |
| 2-8-0+0-8-2 | 4 ft 8.5 in | London & North Eastern Railway                 | U1              | 1       | 1925    | Beyer, Peacock                   |
| 2-8-0+0-8-2 | 4 ft 8.5 in | Ottoman Railways, Turquia                      |                 | 1       | 1927    | Beyer, Peacock                   |
| 2-8-0+0-8-2 | 4 ft 8.5 in | Mauritius Railway                              |                 | 3       | 1927    | Beyer, Peacock                   |
| 2-8-0+0-8-2 | 5 ft 6 in   | Bengal Nagpur Railway, Índia                   | HSG             | 2       | 1925    | Beyer, Peacock                   |
| 2-8-2+2-8-2 | 1000 mm     | C.F. Franco Ethiopien & Libya                  |                 | 6       | 1939    | Ansaldo, Italy                   |
| 2-8-2+2-8-2 | 1000 mm     | War Department, Índia/Birmània                 |                 | 14      | 1944    | Beyer, Peacock                   |
| 2-8-2+2-8-2 | 1000 mm     | Royal State Railways of Thailand               |                 | 6       | 1929    | Henschel                         |
| 2-8-2+2-8-2 | 1000 mm     | Royal State Railways of Thailand               |                 | 2       | 1936    | Henschel                         |
| 2-8-2+2-8-2 | 3 ft 6 in   | Sierra Leone Development Corporation           |                 | 1       | 1937    | Beyer, Peacock                   |
| 2-8-2+2-8-2 | 3 ft 6 in   | Sierra Leone Development Corporation           |                 | 1       | 1937    | Beyer, Peacock                   |
| 2-8-2+2-8-2 | 3 ft 6 in   | South African Railways                         | GE              | 6       | 1924    | Beyer, Peacock                   |
| 2-8-2+2-8-2 | 3 ft 6 in   | South African Railways                         | GE              | 10      | 1927    | Beyer, Peacock                   |
| 2-8-2+2-8-2 | 3 ft 6 in   | Rhodesia Railways                              |                 | 8       | 1929-30 | Beyer, Peacock                   |
| 2-8-2+2-8-2 | 3 ft 6 in   | South African Railways                         | GE              | 2       | 1930    | Beyer, Peacock                   |
| 2-8-2+2-8-2 | 3 ft 6 in   | Sierra Leone Development Corporation           |                 | 2       | 1931    | Beyer, Peacock                   |
| 2-8-2+2-8-2 | 3 ft 6 in   | Rhodesia Railways                              |                 | 6       | 1938    | Beyer, Peacock                   |
| 2-8-2+2-8-2 | 3 ft 6 in   | Rhodesia Railways                              |                 | 6       | 1937    | Beyer, Peacock                   |
| 2-8-2+2-8-2 | 3 ft 6 in   | War Department, Congo/Gold Coast/Rhodesia      |                 | 18      | 1943    | Beyer, Peacock                   |
| 2-8-2+2-8-2 | 3 ft 6 in   | Rhodesia Railways                              |                 | 30      | 1953    | Beyer, Peacock                   |
| 2-8-2+2-8-2 | 4 ft 8.5 in | Central of Peru                                |                 | 1       | 1931    | Beyer, Peacock                   |
| 2-8-2+2-8-2 | 4 ft 8.5 in | Nitrate Railways, Xile                         |                 | 3       | 1926    | Beyer, Peacock                   |
| 2-8-2+2-8-2 | 4 ft 8.5 in | Nitrate Railways, Xile                         |                 | 3       | 1928    | Beyer, Peacock                   |
| 2-8-2+2-8-2 | 4 ft 8.5 in | Central of Peru                                |                 | 3       | 1930    | Beyer, Peacock                   |
| 2-8-2+2-8-2 | 5 ft 6 in   | Central of Aragon, Espanya                     |                 | 6       | 1931    | Babcock & Wilcox, Espanya        |
| 2-8-2+2-8-2 | 5 ft 6 in   | RENFE, Espanya                                 |                 | 10      | 1960    | Babcock & Wilcox, Espanya        |
| 4-4-2+2-4-4 | 3 ft 6 in   | Tasmanian Government Railways                  | M               | 2       | 1912    | Beyer, Peacock                   |
| 4-4-2+2-4-4 | 4 ft 8.5 in | Entre Rios Railway (FCER), Argentina           |                 | 5       | 1927    | Beyer, Peacock                   |
| 4-4-2+2-4-4 | 4 ft 8.5 in | Argentine North Eastern (FCNAR)                |                 | 3       | 1930    | Beyer, Peacock                   |
| 4-6-0+0-6-4 | 3 ft        | Ferrocarril Pacifico de Colombia               |                 | 2       | 1924    | Armstrong Whitworth              |
| 4-6-0+0-6-4 | 1000 mm     | Mogyana Railway, Brasil                        |                 | 2       | 1912    | Beyer, Peacock                   |
| 4-6-0+0-6-4 | 1000 mm     | Mogyana Railway, Brasil                        |                 | 3       | 1914    | Beyer, Peacock                   |
| 4-6-2+2-6-4 | 3 ft        | Ferrocarril Dorada, Colòmbia                   |                 | 2       | 1938    | Beyer, Peacock                   |
| 4-6-2+2-6-4 | 1000 mm     | Midland of Buenos Aires, Argentina             |                 | 2       | 1929    | Beyer, Peacock                   |
| 4-6-2+2-6-4 | 1000 mm     | Leopoldina Railway, Brasil                     |                 | 2       | 1929    | Beyer, Peacock                   |
| 4-6-2+2-6-4 | 1000 mm     | Leopoldina Railway, Brasil                     |                 | 6       | 1937    | Beyer, Peacock                   |
| 4-6-2+2-6-4 | 1000 mm     | Leopoldina Railway, Brasil                     |                 | 8       | 1943    | Beyer, Peacock                   |
| 4-6-2+2-6-4 | 1000 mm     | Vicoa Ferrea do Rio Grande do Sul, Brasil      |                 | 10      | 1931    | Henschel                         |
| 4-6-2+2-6-4 | 3 ft 6 in   | New Zealand Government Railways                | G               | 3       | 1928    | Beyer, Peacock                   |
| 4-6-2+2-6-4 | 3 ft 6 in   | Nigerian Railways                              |                 | 4       | 1935    | Beyer, Peacock                   |
| 4-6-2+2-6-4 | 3 ft 6 in   | Nigerian Railways                              |                 | 2       | 1936    | Beyer, Peacock                   |
| 4-6-2+2-6-4 | 3 ft 6 in   | Nigerian Railways                              |                 | 6       | 1937    | Beyer, Peacock                   |
| 4-6-2+2-6-4 | 3 ft 6 in   | Nigerian Railways                              |                 | 4       | 1939    | Beyer, Peacock                   |
| 4-6-2+2-6-4 | 3 ft 6 in   | Nigerian Railways                              |                 | 6       | 1943    | Beyer, Peacock                   |
| 4-6-2+2-6-4 | 3 ft 6 in   | South African Railways                         | GF              | 37      | 1927    | Hanomag                          |
| 4-6-2+2-6-4 | 3 ft 6 in   | South African Railways                         | GF              | 18      | 1928    | Henschel                         |
| 4-6-2+2-6-4 | 3 ft 6 in   | South African Railways                         | GF              | 10      | 1928    | Maffei                           |
| 4-6-2+2-6-4 | 4 ft 8.5 in | PLM, Algèria                                   | 231-132.AT      | 1       | 1932    | Franco-Belge, France             |
| 4-6-2+2-6-4 | 4 ft 8.5 in | C.F.Algèria                                    | 231-132.BT      | 12      | 1936    | Franco-Belge, France             |
| 4-6-2+2-6-4 | 4 ft 8.5 in | C.F.Algèria                                    | 231-132.BT      | 4       | 1937    | Franco-Belge, France             |
| 4-6-2+2-6-4 | 4 ft 8.5 in | C.F.Algèria                                    | 231-132.BT      | 6       | 1939    | Franco-Belge, France             |
| 4-6-2+2-6-4 | 4 ft 8.5 in | C.F.Algèria                                    | 231-132.BT      | 7       | 1940    | Franco-Belge, France             |
| 4-6-2+2-6-4 | 5 ft 6 in   | Central of Aragon, Espanya                     |                 | 6       | 1931    | Euskalduna, Bilbao               |
| 4-6-4+4-6-4 | 3 ft 6 in   | Sudan Railways                                 | 250             | 4       | 1936    | Beyer, Peacock                   |
| 4-6-4+4-6-4 | 3 ft 6 in   | Sudan Railways                                 | 250             | 6       | 1937    | Beyer, Peacock                   |
| 4-6-4+4-6-4 | 3 ft 6 in   | Rhodesia Railways                              | 15th            | 4       | 1940    | Beyer, Peacock                   |
| 4-6-4+4-6-4 | 3 ft 6 in   | Rhodesia Railways                              | 15th            | 10      | 1947    | Beyer, Peacock                   |
| 4-6-4+4-6-4 | 3 ft 6 in   | Rhodesia Railways                              | 15th            | 20      | 1948–49 | Beyer, Peacock                   |
| 4-6-4+4-6-4 | 3 ft 6 in   | Rhodesia Railways                              | 15A             | 15      | 1949–50 | Beyer, Peacock                   |
| 4-6-4+4-6-4 | 3 ft 6 in   | Rhodesia Railways                              | 15A             | 15      | 1950    | Beyer, Peacock                   |
| 4-6-4+4-6-4 | 3 ft 6 in   | Rhodesia Railways                              | 15A             | 10      | 1952    | Franco-Belge, France             |
| 4-8-0+0-8-4 | 5 ft 6 in   | Bengal Nagpur Railway, Índia                   | N               | 16      | 1929    | Beyer, Peacock                   |
| 4-8-0+0-8-4 | 5 ft 6 in   | Bengal Nagpur Railway, Índia                   | NM              | 10      | 1931    | Beyer, Peacock                   |
| 4-8-2+2-8-4 | 2 ft 6 in   | Sierra Leone Government                        |                 | 14      | 1955-56 | Beyer, Peacock                   |
| 4-8-2+2-8-4 | 1000 mm     | Kenya Uganda Railway                           | EC              | 4       | 1926    | Beyer, Peacock                   |
| 4-8-2+2-8-4 | 1000 mm     | Kenya Uganda Railway                           | EC1             | 12      | 1928    | Beyer, Peacock                   |
| 4-8-2+2-8-4 | 1000 mm     | Kenya Uganda Railway                           | EC1             | 8       | 1928    | Beyer, Peacock                   |
| 4-8-2+2-8-4 | 1000 mm     | Antofagasta (Chili) & Bolivia Railway          |                 | 3       | 1929    | Beyer, Peacock                   |
| 4-8-2+2-8-4 | 1000 mm     | Cordoba Central Railway, Argentina             | E11             | 10      | 1929    | Beyer, Peacock                   |
| 4-8-2+2-8-4 | 1000 mm     | Kenya Uganda Railway                           | EC1             | 2       | 1930    | Beyer, Peacock                   |
| 4-8-2+2-8-4 | 1000 mm     | Tanganyika Railway                             | GA              | 3       | 1931    | Beyer, Peacock                   |
| 4-8-2+2-8-4 | 1000 mm     | War Department, Kenya Uganda Railway           | Heavy           | 7       | 1943    | Beyer, Peacock                   |
| 4-8-2+2-8-4 | 1000 mm     | War Department, Birmània                       | Light           | 20      | 1945    | Beyer, Peacock                   |
| 4-8-2+2-8-4 | 1000 mm     | Kenya Uganda Railway                           | EC6             | 6       | 1949    | Beyer, Peacock                   |
| 4-8-2+2-8-4 | 1000 mm     | Burma Railways                                 | GE              | 4       | 1949    | Beyer, Peacock                   |
| 4-8-2+2-8-4 | 1000 mm     | Angola: Luanda Railway (CFL)                   | 500             | 6       | 1949    | Beyer, Peacock                   |
| 4-8-2+2-8-4 | 1000 mm     | Antofagasta (Chili) & Bolivia Railway          |                 | 6       | 1950    | Beyer, Peacock                   |
| 4-8-2+2-8-4 | 1000 mm     | East African Railways                          | 60              | 4       | 1954    | Beyer, Peacock                   |
| 4-8-2+2-8-4 | 1000 mm     | East African Railways                          | 59              | 27      | 1955    | Beyer, Peacock                   |
| 4-8-2+2-8-4 | 1000 mm     | East African Railways                          | 60              | 8       | 1954    | Beyer, Peacock                   |
| 4-8-2+2-8-4 | 1000 mm     | East African Railways                          | 59              | 7       | 1955    | Beyer, Peacock                   |
| 4-8-2+2-8-4 | 1000 mm     | East African Railways                          | 60              | 5       | 1954    | Beyer, Peacock                   |
| 4-8-2+2-8-4 | 1000 mm     | CF d'Afrique Occidentale Française             | 93              | 10      | 1938    | Franco-Belge, France             |
| 4-8-2+2-8-4 | 1000 mm     | CF d'Afrique Occidentale Française             | 93              | 10      | 1939    | Franco-Belge, France             |
| 4-8-2+2-8-4 | 1000 mm     | CF d'Afrique Occidentale Française             | 93              | 7       | 1941    | Franco-Belge, France             |
| 4-8-2+2-8-4 | 1000 mm     | East African Railways                          | 60              | 12      | 1954    | Franco-Belge, France             |
| 4-8-2+2-8-4 | 1000 mm     | Rede Ferrovaria do Noroeste, Brasil            |                 | 6       | 1952    | Henschel                         |
| 4-8-2+2-8-4 | 1000 mm     | Kenya Uganda Railway                           | EC              | 10      | 1931    | NBL                              |
| 4-8-2+2-8-4 | 1050 mm     | PLM, Algèria                                   | 241-142.YAT     | 4       | 1931    | Franco-Belge, France             |
| 4-8-2+2-8-4 | 3 ft 6 in   | Queensland Railways                            | ASG             | 5       | 1944    | Clyde Engineering                |
| 4-8-2+2-8-4 | 3 ft 6 in   | Tasmanian Government Railways                  | ASG             | 2       | 1945    | Clyde Engineering                |
| 4-8-2+2-8-4 | 3 ft 6 in   | Queensland Railways                            | ASG             | 3       | 1944    | Clyde Engineering                |
| 4-8-2+2-8-4 | 3 ft 6 in   | Western Australian Government Railways         | ASG             | 6       | 1945    | Clyde Engineering                |
| 4-8-2+2-8-4 | 3 ft 6 in   | Tasmanian Government Railways                  | ASG             | 3       | 1945    | Clyde Engineering                |
| 4-8-2+2-8-4 | 3 ft 6 in   | Western Australian Government Railways         | ASG             | 3       | 1945    | Clyde Engineering                |
| 4-8-2+2-8-4 | 3 ft 6 in   | Queensland Government Railways                 | ASG             | 9       | 1943-44 | Islington Railway Workshops      |
| 4-8-2+2-8-4 | 3 ft 6 in   | Western Australian Government Railways         | ASG             | 1       | 1943-44 | Islington Railway Workshops      |
| 4-8-2+2-8-4 | 3 ft 6 in   | Western Australian Government Railways         | ASG             | 2       | 1944 ca | Islington Railway Workshops      |
| 4-8-2+2-8-4 | 3 ft 6 in   | Western Australian Government Railways         | ASG             | 5       | 1943-44 | Midland Railway Workshops        |
| 4-8-2+2-8-4 | 3 ft 6 in   | Western Australian Government Railways         | ASG             | 5       | 1944 ca | Midland Railway Workshops        |
| 4-8-2+2-8-4 | 3 ft 6 in   | Queensland Government Railways                 | ASG             | 5       | 1943-44 | Newport Workshops                |
| 4-8-2+2-8-4 | 3 ft 6 in   | Western Australian Government Railways         | ASG             | 1       | 1944    | Newport Workshops                |
| 4-8-2+2-8-4 | 3 ft 6 in   | Western Australian Government Railways         | ASG             | 2       | 1945    | Newport Workshops                |
| 4-8-2+2-8-4 | 3 ft 6 in   | Australian Portland Cement                     | ASG             | 1       | 1945    | Newport Workshops                |
| 4-8-2+2-8-4 | 3 ft 6 in   | Tasmanian Government Railways                  | ASG             | 3       | 1944    | Newport Workshops                |
| 4-8-2+2-8-4 | 3 ft 6 in   | Queensland Railways                            | ASG             | 1       | 1944    | Newport Workshops                |
| 4-8-2+2-8-4 | 3 ft 6 in   | Angola: Benguela Railway (CFB)                 | 10A             | 6       | 1927    | Beyer, Peacock                   |
| 4-8-2+2-8-4 | 3 ft 6 in   | South African Railways                         | GL              | 2       | 1930    | Beyer, Peacock                   |
| 4-8-2+2-8-4 | 3 ft 6 in   | Emu Bay Railway, Tasmània                      |                 | 3       | 1929    | Beyer, Peacock                   |
| 4-8-2+2-8-4 | 3 ft 6 in   | Angola: Benguela Railway (CFB)                 | 10B             | 14      | 1930    | Beyer, Peacock                   |
| 4-8-2+2-8-4 | 3 ft 6 in   | Nigerian Railways                              |                 | 2       | 1930    | Beyer, Peacock                   |
| 4-8-2+2-8-4 | 3 ft 6 in   | South African Railways                         | GL              | 6       | 1930    | Beyer, Peacock                   |
| 4-8-2+2-8-4 | 3 ft 6 in   | South African Railways                         | GM              | 16      | 1938    | Beyer, Peacock                   |
| 4-8-2+2-8-4 | 3 ft 6 in   | South African Railways                         | GEA             | 50      | 1945-47 | Beyer, Peacock                   |
| 4-8-2+2-8-4 | 3 ft 6 in   | Queensland Government Railways                 | BG              | 10      | 1951    | Beyer, Peacock                   |
| 4-8-2+2-8-4 | 3 ft 6 in   | Angola: Benguela Railway (CFB)                 | 10C             | 10      | 1951    | Beyer, Peacock                   |
| 4-8-2+2-8-4 | 3 ft 6 in   | Angola: Benguela Railway (CFB)                 | 10C             | 2       | 1952    | Beyer, Peacock                   |
| 4-8-2+2-8-4 | 3 ft 6 in   | South African Railways                         | GMA             | 3       | 1956    | Beyer, Peacock                   |
| 4-8-2+2-8-4 | 3 ft 6 in   | Angola: Benguela Railway (CFB)                 | 10C             | 6       | 1952    | Beyer, Peacock                   |
| 4-8-2+2-8-4 | 3 ft 6 in   | Angola: Benguela Railway (CFB)                 | 10D             | 10      | 1955-56 | Beyer, Peacock                   |
| 4-8-2+2-8-4 | 3 ft 6 in   | South African Railways                         | GMA             | 5       | 1956    | Beyer, Peacock                   |
| 4-8-2+2-8-4 | 3 ft 6 in   | Rhodesia Railways                              | 20              | 15      | 1954-55 | Beyer, Peacock                   |
| 4-8-2+2-8-4 | 3 ft 6 in   | South African Railways                         | GMA             | 15      | 1956    | Beyer, Peacock                   |
| 4-8-2+2-8-4 | 3 ft 6 in   | Rhodesia Railways                              | 20              | 6       | 1957    | Beyer, Peacock                   |
| 4-8-2+2-8-4 | 3 ft 6 in   | Rhodesia Railways                              | 20A             | 40      | 1957-58 | Beyer, Peacock                   |
| 4-8-2+2-8-4 | 3 ft 6 in   | South African Railways                         | GMA             | 10      | 1958    | Beyer, Peacock                   |
| 4-8-2+2-8-4 | 3 ft 6 in   | C.F.Moçambique                                 | 951             | 12      | 1952    | Du Haine Saint-Pierre            |
| 4-8-2+2-8-4 | 3 ft 6 in   | C.F. du Bas Congo a Katanga                    | 900             | 12      | 1953    | Du Haine Saint-Pierre            |
| 4-8-2+2-8-4 | 3 ft 6 in   | Queensland Government Railways                 | BG              | 20      | 1951    | Franco-Belge, France             |
| 4-8-2+2-8-4 | 3 ft 6 in   | South Australian Railways                      | 400             | 10      | 1953    | Franco-Belge, France             |
| 4-8-2+2-8-4 | 3 ft 6 in   | Angola: Moçamedes Railway (CFM)                | 100             | 6       | 1953    | Henschel                         |
| 4-8-2+2-8-4 | 3 ft 6 in   | C.F.Moçambique                                 | 971             | 5       | 1956    | Henschel                         |
| 4-8-2+2-8-4 | 3 ft 6 in   | South African Railways                         | GMA             | 25      | 1952    | Henschel                         |
| 4-8-2+2-8-4 | 3 ft 6 in   | South African Railways                         | GO              | 25      | 1954    | Henschel                         |
| 4-8-2+2-8-4 | 3 ft 6 in   | South African Railways                         | GMA             | 30      | 1954    | Henschel                         |
| 4-8-2+2-8-4 | 3 ft 6 in   | Angola: Luanda Railway (CFL)                   | 550             | 6       | 1954    | Krupp                            |
| 4-8-2+2-8-4 | 3 ft 6 in   | South African Railways                         | GMA             | 12      | 1956    | NBL                              |
| 4-8-2+2-8-4 | 3 ft 6 in   | South African Railways                         | GMA             | 10      | 1958    | NBL                              |
| 4-8-2+2-8-4 | 3 ft 6 in   | South African Railways                         | GMA             | 10      | 1958    | NBL                              |
| 4-8-2+2-8-4 | 4 ft 8.5 in | Iranian State Railway                          | 86              | 4       | 1936    | Beyer, Peacock                   |
| 4-8-2+2-8-4 | 5 ft        | Soviet Railways                                | ? [Ya]          | 1       | 1932    | Beyer, Peacock                   |
| 4-8-2+2-8-4 | 5 ft 6 in   | Buenos Aires and Pacific Railway, Argentina    | 951             | 1       | 1931    | Beyer, Peacock                   |
| 4-8-2+2-8-4 | 5 ft 6 in   | Buenos Aires Great Southern Railway, Argentina | 14              | 12      | 1928    | Beyer, Peacock                   |
| 4-8-2+2-8-4 | 5 ft 6 in   | Buenos Aires and Pacific Railway, Argentina    | 951             | 3       | 1930    | Beyer, Peacock                   |
| 4-8-2+2-8-4 | 5 ft 6 in   | Bengal Nagpur Railway, Índia                   | P               | 4       | 1939    | Beyer, Peacock                   |
| 4-8-4+4-8-4 | 1000 mm     | Kenya Uganda Railway                           | EC3             | 6       | 1939    | Beyer, Peacock                   |
| 4-8-4+4-8-4 | 1000 mm     | Kenya Uganda Railway                           | EC3             | 6       | 1940    | Beyer, Peacock                   |
| 4-8-4+4-8-4 | 1000 mm     | Kenya Uganda Railway                           | EC3             | 18      | 1949    | Beyer, Peacock                   |
| 4-8-4+4-8-4 | 4 ft 8.5 in | New South Wales Government Railways            | AD60            | 25      | 1952    | Beyer, Peacock                   |
| 4-8-4+4-8-4 | 4 ft 8.5 in | New South Wales Government Railways            | AD60            | 17      | 1952    | Beyer, Peacock                   |
| 4-8-4+4-8-4 | 4 ft 8.5 in | New South Wales Government Railways            | AD60            | 5       | 1952    | Beyer, Peacock                   |

## Garratts arreu del món
Les Garratts es van utilitzar a Àfrica, Àsia, Austràlia, Europa, i Amèrica del Sud. No es van emprar Garratts en els ferrocarrils nord-americans, l'explicació més probable és que les companyies ferroviàries nord-americanes consideressin que les capacitats de carbó i aigua de Garratt eren insuficients per a les seves necessitats.

### Àfrica

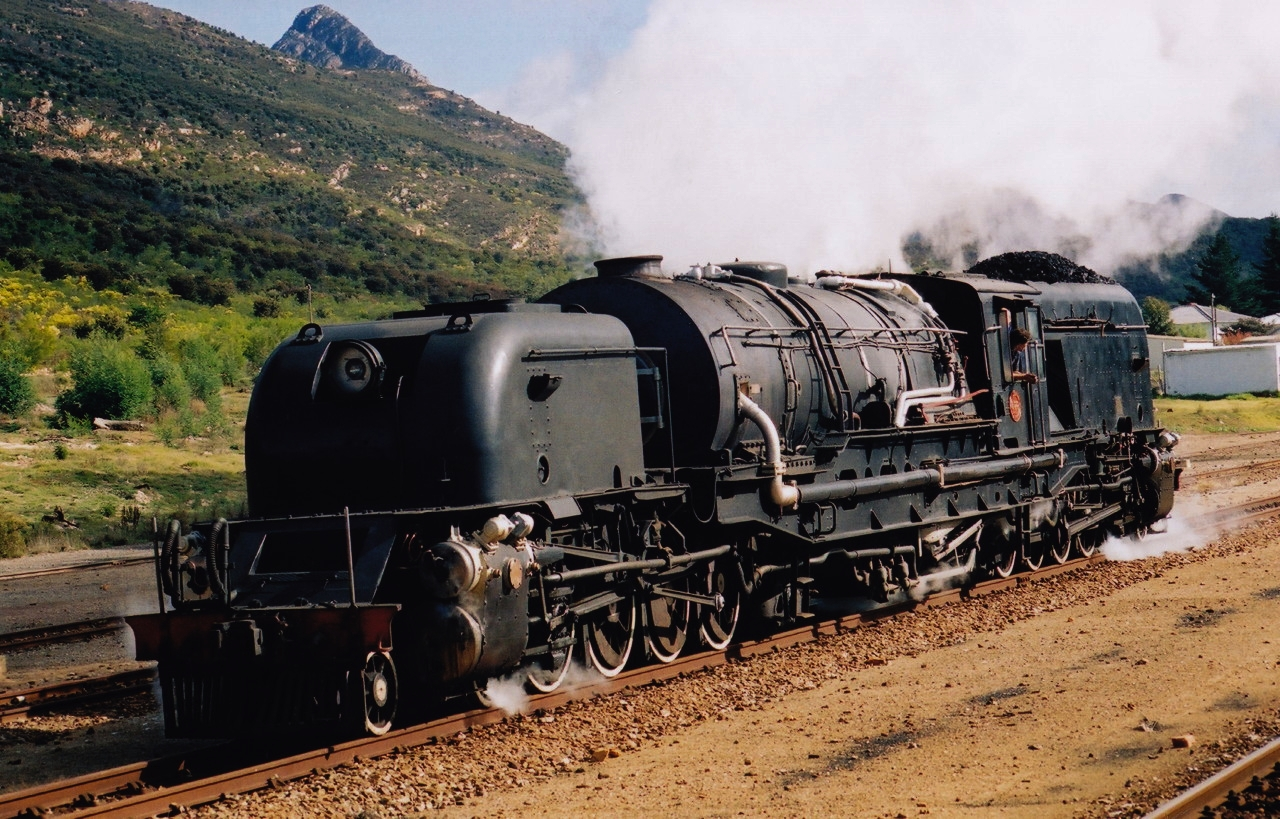
Classe sud-africana GMAM Garratt

El Garratt va ser més utilitzat a Àfrica, amb un gran nombre a Sud-àfrica, Rhodèsia (ara Zimbàbue) i Algèria i un nombre menor a Angola, Congo, Costa d'Ivori, Kènia, Líbia, Madagascar, Moçambic, Senegal, Sierra Leone, Sudan, Uganda i Zaire.

#### Algèria
A Algèria 29 4-6-2+2-6-4 Garratts, construïdes entre 1936 i 1941 per la Société Franco-Belge de Materiel de Chemins de Fer a Raismes al nord de França, va funcionar fins a la guerra d'independència algeriana que va provocar la seva retirada el 1951. Aquesta classe, denominada 231-132BT, va ser simplificada i va incloure equip de moviment Cossart, estoretes mecàniques i rodes de conducció de 1,8 m, la més gran de qualsevol classe de Garratt. En una prova a França, una d'elles va aconseguir una velocitat de 132 km/h -un rècord per a qualsevol classe de Garratt (i de fet qualsevol classe articulada).

#### Angola
Els tres principals ferrocarrils d'Angola van utilitzar Garratts.
L'usuari més gran va ser el Caminho de Ferro de Benguela de 3 peus i 6 polzades (1.067 mm). Quaranta-vuit van ser comprats a Beyer, Peacock entre 1926 i 1956. Es van presentar en quatre lots, classe 10A (301-306); classe 10B (311–324) el 1930; classe 10C (331–348) el 1954; i classe 10D (361–370).
El segon usuari més gran va ser el Caminhos de Ferro de Luanda, que va comprar sis locomotores 4-8-2+2-8-4 (501-506) de Beyer, Peacock el 1949 i sis més (551– 556) de Krupp d'Alemanya el 1954.
L'altre usuari, va ser el Caminhos de Ferro de Moçâmedes, que va comprar sis locomotores 4-8-2+2-8-4 (101-106) de Henschel & Son d'Alemanya.

#### Botswana
Garratts va operar a l'ample 3'-6" a través de trens de Sud-àfrica a Rhodèsia.

#### Kènia, Tanzània i Uganda
Les locomotores de vapor més grans i potents que funcionen a la via mètrica van ser la classe 59 dels Ferrocarrils de l'Àfrica Oriental (EAR),
cadascuna d'elles una locomotora 4-8-2+2-8-4 amb una gran graella de 6,5 metres quadrats que va proporcionar un esforç de tracció de 370,76 quilonewtons. Aquests trenta-quatre Garratts de l'Àfrica oriental alimentats amb petroli van romandre en servei regular fins al 1980. Dues sobreviuen, les números 5918 i 5930. Ambdós han treballat des de 1980 en trens turístics, però ara estan fora de servei i pertanyen al Museu del Ferrocarril de Nairobi.
Els Garratts que funcionaven als Ferrocarrils de l'Àfrica Oriental, els primers heretats dels Ferrocarrils Kènia-Uganda (KUR) o dels Ferrocarrils de Tanganyika (TR), eren:
- classe 50 – tipus EC1 – 18 locomotores números 5001–5020 construïdes el 1928 (ex-KUR 45–64)
- classe 51 – tipus EC1 – 2 locomotores números 5101–5102 (ex-KUR 65–66) construïdes el 1930
- classe 52 – tipus EC2 – 10 locomotores números 5201–5210 (ex-KUR 67–76)
- classe 53 – GA type – 3 locomotores números 5301–5303 (ex-TR 700–702)
- classe 55 – GB type – 11 locomotores números 5501–5511 construïdes el 1945 (ex-KUR 120-121 i nou locomotores de segona mà de Birmània)
- classe 56 – tipus EC6 – 6 locomotores números 5601–5606 construïdes el 1949 (ex-KUR 122–127)
- classe 57 – tipus EC3 – 12 locomotores números 5701–5712 construïdes el 1940 (ex-KUR 77–88)
- classe 58 – tipus EC3 – 18 locomotores números 5801–5818 construïdes el 1949 (ex-KUR 89–106)
- classe 59 – tipus muntanya – 34 locomotores números 5901–5934 construïdes el 1955–56
- classe 60 – Tipus governador – 29 locomotores números 6001–6029 construïdes el 1954

Tots van ser construïts per Beyer-Peacock a Manchester, Anglaterra, excepte la classe 52 que va ser construïda per la North British Locomotive Company a Glasgow i algunes de les 60 classes van ser construïdes per la Société Franco-Belge a França. Tots eren de la disposició de rodes 4-8-2+2-8-4, excepte les classes 57 i 58 que eren 4-8-4+4-8-4.

#### Moçambic
4-6-4+4-6-4 i 4-8-2+2-8-4 Garratts operats a Moçambic, alguns construïts fins al 1956.

#### Rhodèsia/Zimbàbue i Zàmbia
Rhodèsia va importar Garratts de calibre 246 × 3'-6" de quatre arranjaments de rodes diferents: 2-6-2+2-6-2 de les classes 13, 14 i 14A; 4-6-4+4-6-4 de la classe 15, 2-8-2+2-8-2 de les classes 16, 16A i 18; i 4-8-2+2-8-4 de les classes 20 i 20A. Molts van anar als Ferrocarrils de Zàmbia el 1967 quan els Ferrocarrils de Rhodèsia va lliurar les línies a Zàmbia al seu govern. La situació econòmica i política de Zimbàbue ha ampliat la vida dels seus Garratts. Cinc Garratts, inclosos alguns del Museu del Ferrocarril Nacional de Zimbàbue, van ser retornats al servei el 2004-05 per transportar els trens de rodalies. També realitzen tasques de maniobres al voltant de la ciutat de Bulawayo fins al dia d'avui (desembre de 2011).

#### Sierra Leone
Aquest sistema d'amplada de 2'6" tenia 2-6-2+2-6-2 Garratts a partir dels anys 20 del segle XX i a mitjans dels anys 50 del segle xx va adquirir 14 4-8-2 + 2-8-4 Garratts.

#### Sud-àfrica
Les més poderoses de totes les Garratts, independentment de l'ample de via, van ser les vuit locomotores de classe GL de 3'-6 "dels Ferrocarrils Sud-africans de 1929–30, que van lliurar 396,47 kN d'esforç de traçat. No obstant això, tots ells van quedar fora de servei a finals dels anys seixanta del segle xx. També hi va haver una proposta per a una locomotora súper-Garratt quadrúplex amb una disposició de rodes 2-6-6-2+2-6-6-2 per als Ferrocarrils sud-africans, però no es va construir mai.

#### Sudan
El Sudan va operar almenys un 4-6-4+4-6-4 Garratt.

### Àsia

#### Birmània
Birmània comptava amb 43 Garratts, tots de "via mètrica". Cinc Garratts de classe B 2-8-0+0-8-2 se'n va anar a la Companyia de Ferrocarrils de Birmània entre el 1924 i el 1927, amb set més construïts per Krupp d'Alemanya el 1929. Van ser seguits per 31 locomotores transferides de l'Índia al servei del Departament de Guerra: deu locomotores 2-8-0+0-8-2, classe GB (classe ex-índia MWGL); dotze locomotores 2-8-2+2-8-2 de la classe GC (classe ex-índia MWGH); i nou locomotores 4-8-2+2-8-4 de la classe GD (classe ex-índia MWGX). Es va construir una classe de quatre locomotores 4-8-2 + 2-8-4, la classe GE, per al Ferrocarril de Birmània el 1949, però va ser desviada cap al Ferrocarril d'Assam a l'Índia.

#### Ceilan (ara Sri Lanka)
Ceilan tenia 10 Garratts: una de classe H1 de 762 mm 2-4-0+0-4-2 el 1924, una de classe C1 de 1.676 mm 2-6-2+2-6-2 el 1927 i vuit més de classe C1 de 5 peus 6 en calibre 2-6-2 + 2-6-2 el 1945.

#### Índia

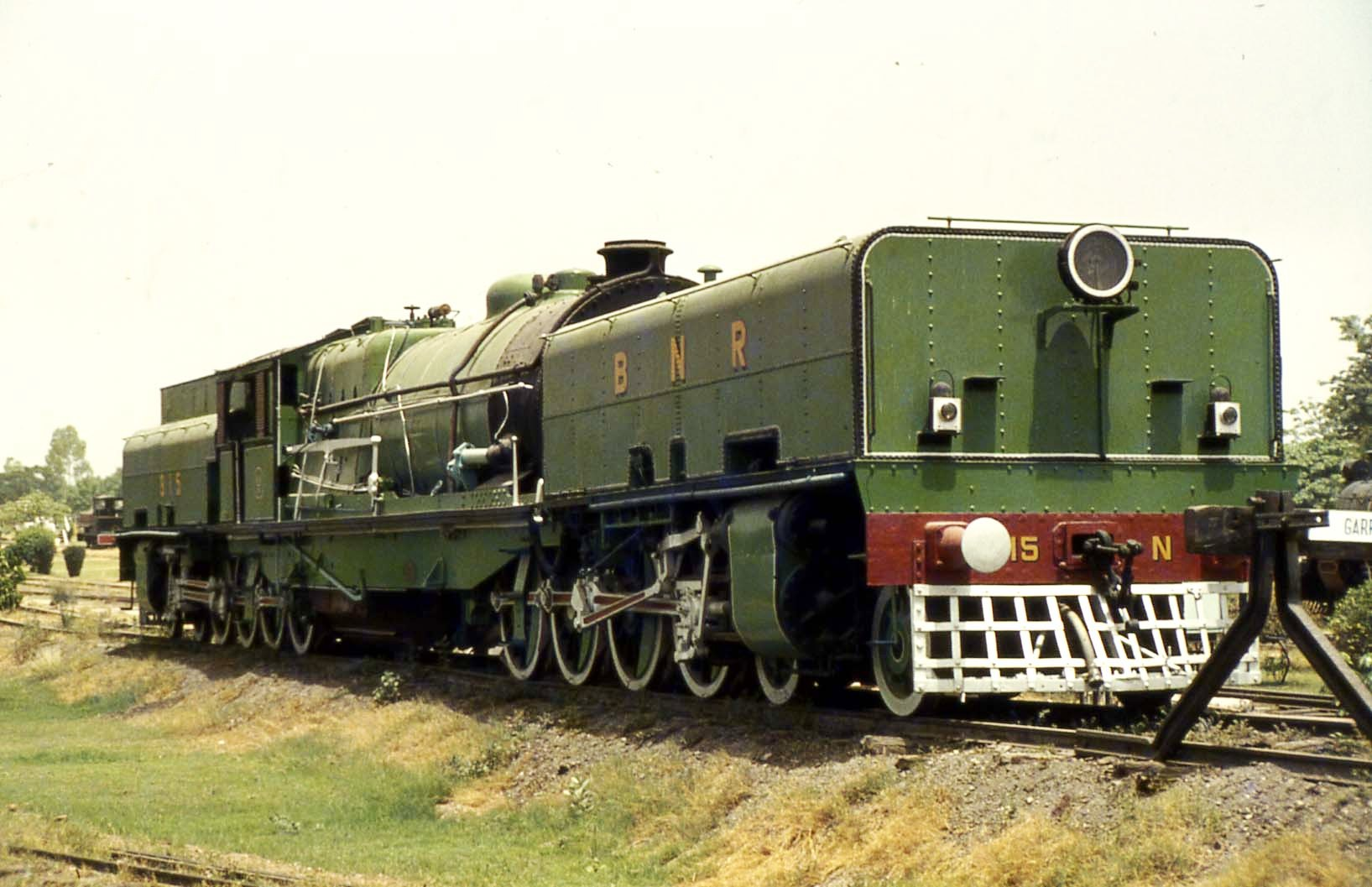
Ferrocarril de Bengala Nagpur 815, Classe N (BP 6594 de 1930), al Museu Nacional de Ferrocarrils de Nova Delhi

L'Índia tenia 83 Garratts. Es va construir un de calibre de 1.676 mm de 2-6-2+2-6-2 per a l'estat indi el 1925. El Ferrocarril Bengala Nagpur, de 5 peus i 6 d'amplada, tenia 32 Garratts: un parell de locomotores de classe HSG 2-8-0+0-8-2 construïdes el 1925; entre 1930-31 van ser construïdes locomotores de classe 16N i 10 NM de 4-8-0+0-8-4 de 1930 a 31 i el 1939 es va construir 4 locomotores de classe P 4-8-2+2-8-4.
El ferrocarril d'Assam-Bengala de l'ample mètric comptava amb sis locomotores de classe 2-6-2+2-6-2 construïdes el 1927.
The metre gauge Assam-Bengal Railway had six T class 2-6-2+2-6-2 locomotives built in 1927. Més tard es van convertir en la classe GT del Ferrocarril de Bengala a Assam.
Es van subministrar tres tipus de Garratt per al servei de guerra al BAR: deu locomotores de classe MWGL 2-8-0 + 0-8-2; dotze locomotores MWGH 2-8-2+2-8-2; i divuit Garratts estàndards lleugers de classe MWGX 4-8-2+2-8-4 del Departament de Guerra. D'aquests, només nou MWGX es van quedar a l'Índia, i la resta es va transferir a Birmània. Després de la guerra, els quatre de la classe GE 4-8-2+2-8-4 dels Ferrocarrils de Birmània van ser desviats cap al ferrocarril d'Assam.

#### Iran
El Ferrocarril Transiranià va tenir 10 Garrats de 4-8-2+2-8-4 (classe 86), construït el 1936.

#### Maurici
El Maurici va tenir tres calibres Garratts estàndards 2-8-0+0-8-2 que es van construir el 1927.

#### Nepal
El Ferrocarril del govern del Nepal (NGR) tenia locomotores Garratt 2-6-2+2-6-2 fabricades per Beyer, Peacock and Company el 1932 i 1947.

#### Siam (Tailàndia)
El Ferrocarril Reial Estatal de Siam va adquirir 8 locomotores Garratt alemanyes construïdes per Henschel durant els anys 1929-1937 per a tasques de càrrega pesada a les zones de les terres altes de Pak Chong. Només una va sobreviure i es va conservar, i actualment es mostra a Kanchanaburi.

#### Turquia
Els Ferrocarrils otomans va tenir només una amplada estàndard 2-8-0+0-8-2 Garratt que es va construir el 1927.

### Australàsia
La majoria dels estats d'Austràlia tenien sèries de Garratt estàndard australià amb diversos graus d'èxit durant la Segona Guerra Mundial i durant la dècada posterior.

#### Nova Zelanda

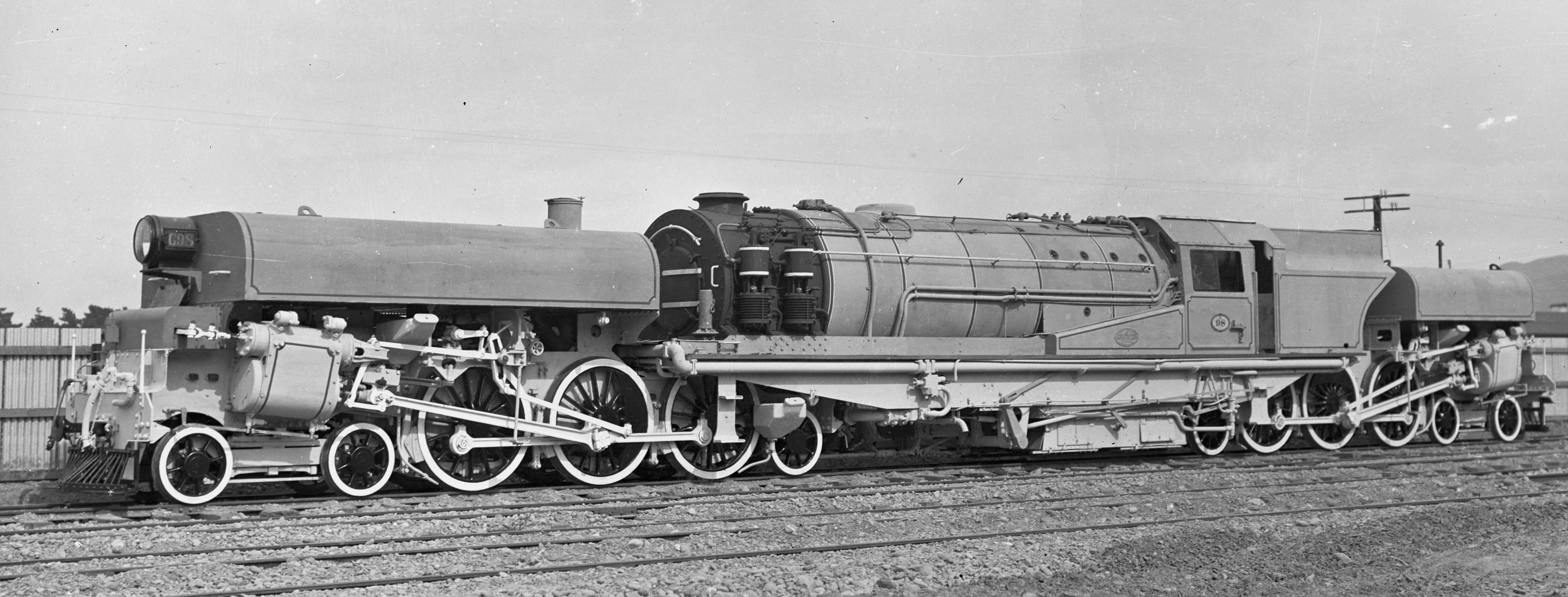
Una locomotora Garratt de classe NZR G

Beyer, Peacock va construir tres locomotores de classe NZR G 4-6-2+2-6-4 el 1928, que eren massa potents per al sistema i tenien mecanismes de vàlvules complicats. Inusualment, aquests motors tenien tres cilindres (24×16,5”) cadascun, en dos grups de motors, creant així un Garratt de sis cilindres; van ser els segons i últims Garratts a emprar aquest acord, i l'altre va ser l'únic LNER U1. Van entrar en servei el 1929. L'accionament de la distribució de tipus Walschaerts va funcionar amb els cilindres exteriors amb el tercer cilindre interior connectat per una vàlvula d'engranatge conjugada Gresley. Fotos verifiquen la carbonera es duia a terme una ampliació del marc de la caldera i no en el marc de motor posterior, igual que amb la majoria de Garratts. Els motors van lliurar 229,44 kN d'esforç de tracció, que era massa potent per a les barres de tracció del material rodant. Al cap d'uns anys, van ser reconstruïts com a sis Pacifics, també sense èxit, però que van estar en servei gairebé vint anys.
També hi ha una locomotora Garratt sud-africana al costat de la línia principal a l'Strand d'Auckland, a l'espera de la restauració

#### Nova Gal·les del Sud

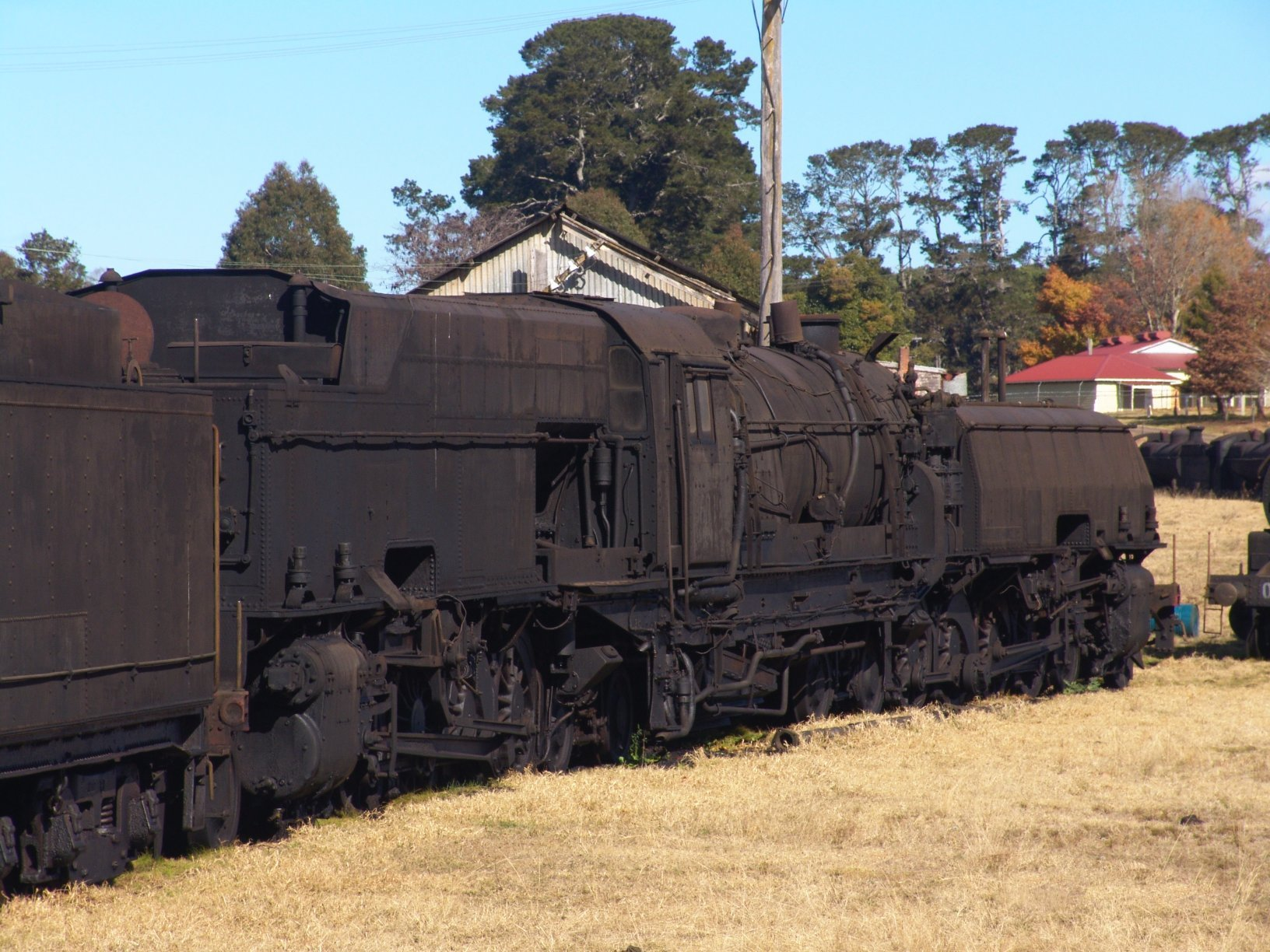
NSWGR AD60 Beyer Garratt, emmagatzemat al Museu del Ferrocarril de Dorrigo

Els Ferrocarrils del Govern de Nova Gal·les del Sud va introduir el 1952 la Garratt AD60 4-8-4+4-8-4, construïda per Beyer, Peacock. L'AD60 pesava 265 tones, amb una càrrega d'eixos de 16 tones. Segons es va lliurar, va desenvolupar un esforç de tracció de 270 kN, no tan potent com els Garratts dels Ferrocarrils sud-africans GMA/M 4-8-2+2-8-4 de 1954, que van desenvolupar un esforç de tracció de 270 kN. Després de les modificacions realitzades en 1958 a trenta AD60, el seu esforç de tracció va augmentar fins als 280,31 kN.. Aquestes locomotores van romandre en servei fins a principis dels anys 70 del segle XX amb un reemplaçament de la "6042" (l'original va ser desballestada el 1968), l'última retirada al febrer de 1973. Oberg va escriure que va ser testimoni de com un AD60 aplana una càrrega dièsel de dos caps de 1220 tones de pes mort (pes total de 1450 tones) d'un grau de 1 a 55 sense lliscament de rodes. Quatre AD60 sobreviuen avui: la 6029 (actualment sota reparació estival per al servei el 2019), la 6039 (sota propietat privada a Dorrigo), la 6040 (en exhibició estàtica a THNSW, Thirlmere) i la 6042 (enmig d'un camp a Forbes, NSW).

#### Queensland
Els Ferrocarrils de Queensland operaven trenta locomotores Beyer Garratt. Aquestes locomotores tenien com a base principal a la zona de Rockhampton.

#### Tasmània
Després de l'èxit dels Garratts de classe K al tramvia del nord-est de Dundas, els Ferrocarrils del Govern de Tasmània va importar Garratts Beyer, Peacock per a les seves línies principals, en particular la classe M 4-4-2+2-4-4 per a trens expressos per a passatgers. Aquests eren els únics Garratts de vuit cilindres. L'M1 va aconseguir un rècord mundial de velocitat de 55 milles per hora (89 km/h) el 30 de novembre de 1912. Les seves rodes motrius de 1,5 m de diàmetre eren en aquell moment les més grans de qualsevol locomotora de via estreta a Austràlia. Els seus vuit cilindres van resultar ser un malson per mantenir, i després de diversos descarrilaments fatals i desastrosos a finals dels anys 20 del segle xx, principalment a causa d'un treball de pista inadequat, van ser retirats i desballestats.

#### Victòria
Els Ferrocarrils victorians van operar dos Beyer Garratts, utilitzats en les línies de ferrocarril de via estreta de Crowes i de Walhalla. Els dos motors van ser classificats com a classe G, numerats G41 i G42; aquest darrer motor ha estat restaurat. Actualment s'utilitza en el Ferrocarril Puffing Billy a prop de Melbourne. No s'utilitzava en el servei públic d'aquesta línia abans de l'era de la preservació.

### Europa
Les Garratts treballaven principalment a la Gran Bretanya, Rússia i Espanya, on unes cinc companyies ferroviàries van emprar set classes. Això va incloure la comanda de 1931 del Ferrocarril Central d'Aragó per a sis Garratts Double Pacific per al servei ràpid de passatgers. A més, un tramvia holandès i un altre belga també van operar un o més motors basats i construïts segons el disseny de Garratt.

#### Països Baixos
El 1931, la companyia holandesa Limburgsche Tramweg Maatschappij (LTM) 'Companyia de tramvies de Limburg', va ordenar un calibre estàndard simple Garratt, numerat LTM 51, de Henschel (Alemanya) amb el número de constructor 22063.
Aquest disseny va ser lleugerament diferent, ja que el dipòsit de carbó es trobava en el marc de la caldera i les dues màquines que només comptaven amb els tancs d'aigua. Més important encara, era l'únic Garratt amb cilindres interiors. La disposició de les rodes era C + C (0-6-0+0-6-0). A causa de l'abandó de la línia el 1938, el local va ser venut a un comerciant de metalls, que al seu torn ho va vendre a una oficina d'enginyers, que el va vendre el 1941 a Alemanya. Encara es desconeix el parador d'aquesta màquina, però es presumeix desballestat.

#### Espanya
Espanya tenia una varietat variada de Garratts de la majoria de constructors; Beyer, Peacock, només construint un parell de 1.067 mm 2-6-2+2-6-2 per a Río Tinto el 1929. Els primers Garratts a Espanya eren, però, de quatre metres quadrats 2-6-2 + 2-6-2 construïts per als Ferrocarrils Catalans el 1922 per la Sociéte Anonyme St. Leonard de Lieja, Bèlgica. Quatre més van seguir el 1925. També a la via mètrica, el Ferrocarril de la Robla va comprar dos parells de 2-6-2 + 2-6-2, el primer de Hanomag d'Alemanya el 1929, el segon de Babcock & Wilcox de Bilbao el 1931. La Companyia Minera de Sierra Minera també va comprar un parell de via mètrica 2-6-2 + 2-6-2 el 1930.
A la via ampla, el ferrocarril Central d'Aragó va comprar sis 2-8-2+2-8-2 de Babcock & Wilcox i sis de 4-6-2+2-6-4 de l'Euskalduna de Bilbao, tots dos el 1931. Els darrers Garratts subministrats a Espanya van ser deu a 2-8-2 + 2-8-2 per a la RENFE de Babcock & Wilcox el 1960.

#### Regne Unit
L'ús britànic de Garratts era mínim. Un únic Garratt gran (2-8-0 + 0-8-2, London and North Eastern Railway Classe U1 número 2395/9999/69999) es va construir el 1925 per als trens de carbó d'inclinació lateral pesants a la ruta Woodhead. Trenta-tres Garratts 2-6-0+0-6-2 van ser construïdes per a la London, Midland and Scottish Railway entres 1927 y 1930, encara que les seves reduïdes caixes d'eixos les van fer poc fiables i es van retirar a mitjan anys cinquanta del segle xx.
Beyer Peacock subministrava quatre locomotores de grandària estàndard Garratt per al servei industrial al Regne Unit. Una va sobreviure i es conserva al Museu del vapor de Bressingham número 6841 0-4-0 + 0-4-0T 'William Francis' va ser construïda el 1937 per utilitzar-la a Baddesley Colliery.

#### URSS

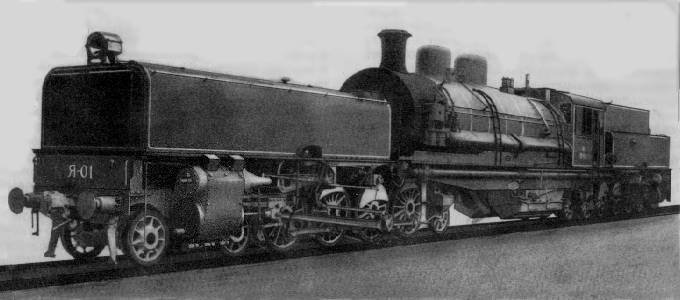
Classe soviètica Ya.01 4-8-2 + 2-8-4 Garratt

Beyer, Peacock va construir la locomotora de vapor més gran construïda a Europa, una 4-8-2+2-8-4 per a la URSS, el número de comanda 1176 del 1932. La locomotora tenia la classificació russa Ya.01 (Я.01). Aquesta màquina massiva va ser construïda segons el calibre estàndard rus de 1.524 mm i una alçada de càrrega de 5,2 m. Es va sotmetre a proves extensives i va demostrar ser molt capaç d'operar a temperatures extremadament baixes, a causa d'una adequada protecció de les canonades externes entre la caldera i les unitats del motor. Pot ser que sigui l'operació de temperatura més baixa d'un tipus Garratt. La locomotora va ser utilitzada durant diversos anys per al tràfic de carbó a la regió de Donbàs, però mai va ser replicada.
Aquesta decisió sembla una combinació de processos de manteniment i política desconeguts.

### Amèrica del Nord

#### Estats Units
Cap Garratt va ser utilitzat als Estats Units fins al 2015, quan un Garratt de classe NG 2-6-2+2-6-2 núm. 50, anteriorment dels Ferrocarrils sud-africans, va ser utilitzat en el calibre 24 in (2 peus) per al ferrocarril Hempstead & Northern a Hempstead, Texas, que també opera un altre antic ferrocarril sud-africà 2-8-2 tipus "Mikado" núm. 18.(xinès)

### Amèrica del sud

#### Argentina
El Gran Ferrocarril del Sud de Buenos Aires, de 1.676 mm, de propietat britànica, operava dotze locomotores de gasolina Garratt 4-8-2+2-8-4, números 4851–4862, construïdes per Beyer, Peacock el 1929. Es van utilitzar a la secció nord-oest de Bahía Blanca, especialment a la línia Toay), a la línia nord-oest principal de Bahía Blanca cap al General Pico, i entre Tres Arroyos i Bahía Blanca. Es van retirar a la dècada de 1950 a causa del ràpid descens del trànsit de mercaderies causat per la creixent competència del transport per carretera. L'FCAF a Ushuaia utilitza dos Garratts d'amplada de 500 mm per transportar turistes a un parc nacional amb un terç en construcció (juny de 2016).
Altres companyies ferroviàries de propietat britànica a Argentina gestionaven locomotores Garratt construïdes per Beyer, Peacock:
- Ferrocarril Nord-est Argentí (amplada de 1,435 mm): set locomotores 2-6-0+0-6-2 construïdes entre 1925–1927 i tres 4-4-2+2-4-4, construïdes el 1930
- Transandí argentí (amplada de 1000 mm): quatre 2-6-2+2-6-2, construïdes el 1930
- Ferrocarril Buenos Aires al Pacífic (amplada de 1.676 mm): quatre 4-8-2+2-8-4, construïdes entre 1929–1930
- Ferrocarril Midland de Buenos Aires (amplada de 1000 mm): dues 4-6-2+2-6-4, 1930
- Ferrocarril Central de Córdoba (amplada de 1000 mm): deu 4-8-2+2-8-4, construït el 1929
- Ferrocarril d'Entre Ríos (amplada de 1,435 mm): cinc 2-6-0+0-6-2 i cinc 4-4-2+2-4-4, construït el 1927

Un dels NEA 4-4-2 + 2-4-4 (BP 6646) es va vendre al Ferrocarril paraguaià President Don Carlos Antonio López el 1975, i es va rebutjar més tard aquest mateix any

#### Bolívia
Tres de via mètrica 4-8-2+2-8-4 van ser lliurats al Ferrocarril d'Antofagasta a Bolívia el 1929, seguit de sis més el 1950.

#### Brasil
Al Brasil, després del 1927, el ferrocarril de São Paulo va operar Garratts de gran abast 4-6-2+2-6-4, que va transportar trens de passatgers a 70 m.p.h.

#### Colòmbia
A Colòmbia, el FC Pacífico va comprar 914 mm 4-6-2+2-6-4 Garratt el 1924 i dos més de La Dorada el 1937.

#### Perú
Es van lliurar quatre Garratts de 2-8-2+2-8-2 d'amplada estàndard al Ferrocarril Central del Perú de 1929 a 1931. (Donald Binns, El ferrocarril central del Perú i El ferrocarril Cerro de Pasco, 1996)